# Avicularia avicularia
Avicularia avicularia là một loài nhện trong họ Theraphosidae và thuộc chi Avicularia. Loài này phân bố ở Trung Mỹ và Nam Mỹ, Brasil, Costa Rica và Caribe.